# Nouryon
Nouryon är ett internationellt kemiföretag som grundades 2018, när Akzo Nobel sålde sin specialkemidivison till det amerikanska Carlyle Group. Verksamhet i Sverige bedrivs på flera platser som Bohus, Stockvik, Stenungsund, Örnsköldsvik och Alby med ungefär 1 700 anställda.
Företaget har en lång historia i Sverige med rötter till år 1646 då verksamheten grundades under namnet Bofors. Därefter har företaget bytt namn många gånger, varav det senaste var AkzoNobel. Nouryon tillverkar specialkemikalier som används vid produktion av papper och mobiltelefoner och finns som ingredienser i exempelvis textilier, hygienartiklar och byggmaterial.